# معقولات أولى
المعقولات الأولى ما يكون بإزائه موجود في الخارج، كطبيعة الحيوان والإنسان، فإنهما يحملان على الموجود الخارجي، كقولنا زيد إنسان والفرس حيوان.